# Kodyma (rzeka)
Kodyma (ukr. Кодима) – rzeka płynąca na północy obwodu odeskiego Ukrainy, dopływ Bohu.
Jej źródła znajdują się w pobliżu miasta Kodyma, przepływa przez Bałtę.
Do 1793 r. wzdłuż rzeki przebiegała granica między Polską (województwo bracławskie) z jednej strony a Imperium Osmańskim z drugiej. Oddziela też Podole od Dzikich Pól (tur. Jedysanu).